# Michael Schuurs
Michael Schuurs (3 april 1977) is een Nederlands basketbalcoach.
Hij speelde voor Wildcats Nijmegen en was daar ook coach. Schuurs was van 2006 tot 2012 actief als hoofdcoach voor Magixx. In het seizoen 2012–13 was Schuurs de coach van het Hongaarse Factum Sport Debrecen. In het seizoen 2013–14 keerde Schuurs terug naar Magixx. Na dit seizoen werd Magixx opgeheven. In mei 2015 tekende Schuurs een contract voor 2 jaar bij Aris Leeuwarden.

## Erelijst
Nederland
- NBB-Beker (2007)
- Coach van het Jaar (2007)